# 간디나가르
간디나가르(구자라트어: ગાંધીનગર)는 인도의 도시이면서, 구자라트 주의 주도이다. 인구는 195,891명이고, 면적은 177km2이다. 이름은 마하트마 간디의 이름에서 따왔다.